# Северсталь (баскетбольный клуб)
«Северсталь» — российский баскетбольный клуб из Череповца.

## История
Команда основана в 1971 году под названием «Шексна», на базе ДЮСШ № 1 города Череповца, в которой баскетбольная секция существовала с 1963 года. Основателем взрослой команды стал заслуженный тренер РСФСР Яков Петрович Соломоник. В первые десятилетия своего существования клуб участвовал в региональных соревнованиях, в том числе в первенстве РСФСР, и только один сезон в 1980-х годах провёл в первой лиге чемпионата СССР. В 1983 году «Шексна» стала серебряным призёром первенства РСФСР.
С 1993 года клуб, переименованный в «Северсталь», участвовал в чемпионате России. Большую часть своей истории команда провела во втором и третьем дивизионах российского баскетбола (в разное время назывались Высшая лига, Суперлига Б, Суперлига), в течение двадцати лет её тренировал Павел Степанович Гришаев. Наивысшими достижениями клуба являются второе место во втором дивизионе (высшей лиге) в сезоне 1998/99 и второе место в третьем дивизионе (высшей лиге) в сезоне 2004/05. С сезона 2005/06 по 2012/13 «Северсталь» бессменно выступала во втором дивизионе (Суперлига Б, затем Суперлига), но в самые удачные годы не поднималась выше четвёртого места.
С 2008 года в клубе сменилось три тренера, неоднократно почти полностью менялся состав, руководство делало ставку на молодых игроков. Первоначально такая тактика давала плоды и команда держалась в верхней половине таблицы. Но в сезоне 2012/13 «Северсталь» заняла последнее место в Суперлиге, одержав лишь 4 победы в 28 матчах. С лета 2013 года команда не выступает на профессиональном уровне.

## Названия
- 1971—1993: «Шексна»
- 1993—2013: «Северсталь»

## Тренеры
- 1971—1989: Соломоник Яков Петрович
- 1989—2008: Гришаев Павел Степанович
- 2008—2009: Герасименко Лев Владимирович
- 2009—2011: Окулов Олег Германович
- 2011—?: Мокин Сергей Александрович[2]

## Известные игроки
по данным официального сайта клуба
- Ботичев Андрей
- Горин, Владимир Викторович
- Ермолинский Александр
- Панов, Сергей Юрьевич
- Потапов Александр
- Юртаев Андрей
- Томас Шарапов